# Asian Women's Club Volleyball Championship 2016
Asian Women's Club Volleyball Championship 2016 var den 17:e upplagan av turneringen, som utser de asiatiska klubbmästarna i volleyboll på damsidan. Turneringen arrangerades av AVC, tillsammans med de lokala arrangörerna Philippine Super Liga och Larong Volleyball sa Pilipinas (LVPI). Turneringen hölls i Alonte Sports Arena i Biñan, Laguna från september 3 till 11 september 2016.
Det var andra gången LVPI var värd för en asiatisk turneringen (de hade tidigare varit värd för asiatiska U23-mästerskapet 2015.
NEC Red Rockets vann turneringen för första gången och kvalificerade sig därigenom för världsmästerskapet i volleyboll för klubblag 2017. Sarina Koga utsågs till mest värdefulla spelare.

## Gruppsammansättning
Grupperna lottades 27 april 2016 i Foton Quezon Avenue showroom in Quezon City.
Filippinerna valde som värd att hamna i grupp A. De valde även att Vietnam skulle hamna i den gruppen.
| Grupp A                                    | Grupp B                           | Grupp C                            | Grupp D                                    |
| ------------------------------------------ | --------------------------------- | ---------------------------------- | ------------------------------------------ |
| Filippinerna (värd) Vietnam (7th) Hongkong | Thailand (1st) Nordkorea (6) Iran | Japan (2) Kazakstan (5) Indonesien | Kina (3) Taiwan (4) Malaysia Turkmenistan* |

- Drog sig ur

## Rankningskriterier
Följande producedur användes för att bestämma lagens placering i sluttabellerna:
1. Antal vunna matcher
2. Poäng
3. Setkvot
4. Bollpoängskvot
5. Inbördes möten

Matcher vunna med 3–0 eller 3–1: 3 poäng för vinnaren, 0 poäng för förloraren

Matcher vunna med 3–2: 2 poäng för vinnaren, 1 poäng för förloraren

## Förrundan
- Alla tider är filippinsk standardtid (UTC+08:00).

### Grupp A
| Pos | Lag                        | M | V | F | P | SV | SF | SK    | BV  | BF  | BK    | Kvalificering      |
| --- | -------------------------- | - | - | - | - | -- | -- | ----- | --- | --- | ----- | ------------------ |
| 1   | Thông tin LienVietPostBank | 2 | 2 | 0 | 5 | 6  | 3  | 2,000 | 202 | 161 | 1,255 | Slutspel           |
| 2   | Foton Pilipinas            | 2 | 1 | 1 | 4 | 5  | 3  | 1,667 | 163 | 148 | 1,101 | Slutspel           |
| 3   | Kwai Tsing                 | 2 | 0 | 2 | 0 | 1  | 6  | 0,167 | 117 | 173 | 0,676 | Spel om plats 9-12 |

| Datum | Tid   |                 | Resultat |                 | Set 1 | Set 2 | Set 3 | Set 4 | Set 5 | Totalt | Rapport |
| ----- | ----- | --------------- | -------- | --------------- | ----- | ----- | ----- | ----- | ----- | ------ | ------- |
| 3 Sep | 14:30 | Foton Pilipinas | 3–0      | Kwai Tsing      | 25–20 | 25–14 | 25–10 |       |       | 75–44  | Rapport |
| 4 Sep | 14:00 | Thông tin LVPB  | 3–2      | Foton Pilipinas | 25–18 | 19–25 | 20–25 | 25–12 | 15–8  | 104–88 | Rapport |
| 5 Sep | 11:30 | Kwai Tsing      | 1–3      | Thông tin LVPB  | 14–25 | 25–23 | 16–25 | 18–25 |       | 73–98  | Rapport |

### Grupp B
| Pos | Lag           | M | V | F | P | SV | SF | SK    | BV  | BF  | BK    | Kvalificering |
| --- | ------------- | - | - | - | - | -- | -- | ----- | --- | --- | ----- | ------------- |
| 1   | Bangkok Glass | 2 | 2 | 0 | 6 | 6  | 1  | 6,000 | 171 | 108 | 1,583 | Slutspel      |
| 2   | Sarmayeh Bank | 2 | 1 | 1 | 3 | 3  | 4  | 0,750 | 146 | 167 | 0,874 | Slutspel      |

| Datum | Tid   |               | Resultat |               | Set 1 | Set 2 | Set 3 | Set 4 | Set 5 | Totalt | Rapport |
| ----- | ----- | ------------- | -------- | ------------- | ----- | ----- | ----- | ----- | ----- | ------ | ------- |
| 3 Sep | 19:00 | April 25      | 1–3      | Sarmayeh Bank | 28–26 | 24–26 | 20–25 | 20–25 |       | 92–102 | Rapport |
| 4 Sep | 16:30 | Bangkok Glass | 3–1      | April 25      | 25–13 | 25–10 | 21–25 | 25–16 |       | 96–64  | Rapport |
| 5 Sep | 16:30 | Sarmayeh Bank | 0–3      | Bangkok Glass | 17–25 | 12–25 | 15–25 |       |       | 44–75  | Rapport |

### Grupp C
| Pos | Lag                  | M | V | F | P | SV | SF | SK    | BV  | BF  | BK    | Kvalificering      |
| --- | -------------------- | - | - | - | - | -- | -- | ----- | --- | --- | ----- | ------------------ |
| 1   | NEC Red Rockets      | 2 | 2 | 0 | 6 | 6  | 0  | MAX   | 150 | 100 | 1,500 | Slutspel           |
| 2   | VK Altaj             | 2 | 1 | 1 | 3 | 3  | 3  | 1,000 | 127 | 121 | 1,050 | Slutspel           |
| 3   | Jakarta Electric PLN | 2 | 0 | 2 | 0 | 0  | 6  | 0,000 | 94  | 150 | 0,627 | Spel om plats 9-12 |

| Datum | Tid   |                      | Resultat |                      | Set 1 | Set 2 | Set 3 | Set 4 | Set 5 | Totalt | Rapport |
| ----- | ----- | -------------------- | -------- | -------------------- | ----- | ----- | ----- | ----- | ----- | ------ | ------- |
| 3 Sep | 17:00 | Jakarta Electric PLN | 0–3      | VK Altaj             | 12–25 | 17–25 | 17–25 |       |       | 46–75  | Rapport |
| 4 Sep | 11:30 | NEC Red Rockets      | 3–0      | Jakarta Electric PLN | 25–16 | 25–15 | 25–17 |       |       | 75–48  | Rapport |
| 5 Sep | 14:00 | VK Altaj             | 0–3      | NEC Red Rockets      | 16–25 | 17–25 | 19–25 |       |       | 52–75  | Rapport |

### Grupp D
| Pos | Lag                   | M | V | F | P | SV | SF | SK    | BV  | BF  | BK    | Kvalificering      |
| --- | --------------------- | - | - | - | - | -- | -- | ----- | --- | --- | ----- | ------------------ |
| 1   | Folkets befrielsearmé | 2 | 2 | 0 | 6 | 6  | 0  | MAX   | 150 | 81  | 1,852 | Slutspel           |
| 2   | T. Grand              | 2 | 1 | 1 | 3 | 3  | 3  | 1,000 | 117 | 133 | 0,880 | Slutspel           |
| 3   | Malaysia              | 2 | 0 | 2 | 0 | 0  | 6  | 0,000 | 97  | 150 | 0,647 | Spel om plats 9-12 |

| Datum | Tid   |                       | Resultat |                       | Set 1 | Set 2 | Set 3 | Set 4 | Set 5 | Totalt | Rapport |
| ----- | ----- | --------------------- | -------- | --------------------- | ----- | ----- | ----- | ----- | ----- | ------ | ------- |
| 3 Sep | 11:30 | T. Grand              | 3–0      | Malaysia              | 25–15 | 25–22 | 25–21 |       |       | 75–58  | Rapport |
| 4 Sep | 18:30 | T. Grand              | 0–3      | Folkets befrielsearmé | 12–25 | 11–25 | 19–25 |       |       | 42–75  | Rapport |
| 5 Sep | 18:30 | Folkets befrielsearmé | 3–0      | Malaysia              | 25–10 | 25–11 | 25–18 |       |       | 75–39  | Rapport |

## Spel om plats 9-12

### Grupp G
| Pos | Lag                  | M | V | F | P | SV | SF | SK    | BV | BF | BK    | Kvalificering         |
| --- | -------------------- | - | - | - | - | -- | -- | ----- | -- | -- | ----- | --------------------- |
| 1   | Jakarta Electric PLN | 1 | 1 | 0 | 3 | 3  | 0  | MAX   | 75 | 39 | 1,923 | Spel om niondeplatsen |
| 2   | Kwai Tsing           | 1 | 0 | 1 | 0 | 0  | 3  | 0,000 | 39 | 75 | 0,520 |                       |

| Datum | Tid   |            | Resultat |                      | Set 1 | Set 2 | Set 3 | Set 4 | Set 5 | Totalt | Rapport |
| ----- | ----- | ---------- | -------- | -------------------- | ----- | ----- | ----- | ----- | ----- | ------ | ------- |
| 6 Sep | 09:30 | Kwai Tsing | 0–3      | Jakarta Electric PLN | 12–25 | 15–25 | 12–25 |       |       | 39–75  | Rapport |

### Grupp H
| Pos | Lag      | M | V | F | P | SV | SF | SK    | BV | BF | BK    | Kvalificering         |
| --- | -------- | - | - | - | - | -- | -- | ----- | -- | -- | ----- | --------------------- |
| 1   | April 25 | 1 | 1 | 0 | 3 | 3  | 0  | MAX   | 75 | 33 | 2,273 | Spel om niondeplatsen |
| 2   | Malaysia | 1 | 0 | 1 | 0 | 0  | 3  | 0,000 | 33 | 75 | 0,440 |                       |

| Datum | Tid   |          | Resultat |          | Set 1 | Set 2 | Set 3 | Set 4 | Set 5 | Totalt | Rapport |
| ----- | ----- | -------- | -------- | -------- | ----- | ----- | ----- | ----- | ----- | ------ | ------- |
| 7 Sep | 09:30 | April 25 | 3–0      | Malaysia | 25–9  | 25–14 | 25–10 |       |       | 75–33  | Rapport |

### Spel om elfteplatsen
| Datum | Tid   |            | Resultat |          | Set 1 | Set 2 | Set 3 | Set 4 | Set 5 | Totalt | Rapport |
| ----- | ----- | ---------- | -------- | -------- | ----- | ----- | ----- | ----- | ----- | ------ | ------- |
| 9 Sep | 09:30 | Kwai Tsing | 3–1      | Malaysia | 23–25 | 25–18 | 26–24 | 25–19 |       | 99–86  | Rapport |

### Spel om niondeplatsen
| Datum  | Tid   |                      | Resultat |          | Set 1 | Set 2 | Set 3 | Set 4 | Set 5 | Totalt | Rapport |
| ------ | ----- | -------------------- | -------- | -------- | ----- | ----- | ----- | ----- | ----- | ------ | ------- |
| 10 Sep | 09:30 | Jakarta Electric PLN | 1–3      | April 25 | 25–21 | 13–25 | 9–25  | 21–25 |       | 68–96  | Rapport |

## Slutspel
- Alla tider är filippinsk standardtid (UTC+08:00).

### Grupp E
| Pos | Lag                        | M | V | F | P | SV | SF | SK    | BV  | BF  | BK    | Kvalificering |
| --- | -------------------------- | - | - | - | - | -- | -- | ----- | --- | --- | ----- | ------------- |
| 1   | NEC Red Rockets            | 3 | 3 | 0 | 9 | 9  | 0  | MAX   | 225 | 134 | 1,679 | Huvudrundan   |
| 2   | VK Altaj                   | 3 | 2 | 1 | 6 | 6  | 3  | 2,000 | 204 | 198 | 1,030 | Huvudrundan   |
| 3   | Thông tin LienVietPostBank | 3 | 1 | 2 | 2 | 3  | 8  | 0,375 | 210 | 238 | 0,882 | Huvudrundan   |
| 4   | Foton Pilipinas            | 3 | 0 | 3 | 1 | 2  | 9  | 0,222 | 187 | 256 | 0,730 | Huvudrundan   |

| Datum | Tid   |                 | Resultat |                 | Set 1 | Set 2 | Set 3 | Set 4 | Set 5 | Totalt | Rapport |
| ----- | ----- | --------------- | -------- | --------------- | ----- | ----- | ----- | ----- | ----- | ------ | ------- |
| 6 Sep | 11:30 | Thông tin LVPB  | 0–3      | VK Altaj        | 21–25 | 16–25 | 22–25 |       |       | 59–75  | Rapport |
| 6 Sep | 13:30 | NEC Red Rockets | 3–0      | Foton Pilipinas | 25–13 | 25–7  | 25–15 |       |       | 75–35  | Rapport |
| 7 Sep | 11:30 | Thông tin LVPB  | 0–3      | NEC Red Rockets | 15–25 | 19–25 | 13–25 |       |       | 47–75  | Rapport |
| 7 Sep | 13:30 | Foton Pilipinas | 0–3      | VK Altaj        | 25–27 | 18–25 | 21–25 |       |       | 64–77  | Rapport |

### Grupp F
| Pos | Lag                   | M | V | F | P | SV | SF | SK    | BV  | BF  | BK    | Kvalificering |
| --- | --------------------- | - | - | - | - | -- | -- | ----- | --- | --- | ----- | ------------- |
| 1   | Folkets befrielsearmé | 3 | 3 | 0 | 8 | 9  | 2  | 4,500 | 251 | 192 | 1,307 | Huvudrundan   |
| 2   | Bangkok Glass         | 3 | 2 | 1 | 7 | 8  | 3  | 2,667 | 249 | 176 | 1,415 | Huvudrundan   |
| 3   | Sarmayeh Bank         | 3 | 1 | 2 | 3 | 3  | 6  | 0,500 | 170 | 192 | 0,885 | Huvudrundan   |
| 4   | T. Grand              | 3 | 0 | 3 | 0 | 0  | 9  | 0,000 | 115 | 175 | 0,657 | Huvudrundan   |

| Datum | Tid   |                       | Resultat |                       | Set 1 | Set 2 | Set 3 | Set 4 | Set 5 | Totalt | Rapport |
| ----- | ----- | --------------------- | -------- | --------------------- | ----- | ----- | ----- | ----- | ----- | ------ | ------- |
| 6 Sep | 16:00 | Folkets befrielsearmé | 3–0      | Sarmayeh Bank         | 25–18 | 25–19 | 25–14 |       |       | 75–51  | Rapport |
| 6 Sep | 18:30 | Bangkok Glass         | 3–0      | T. Grand              | 25–10 | 25–10 | 25–11 |       |       | 75–31  | Rapport |
| 7 Sep | 16:00 | Sarmayeh Bank         | 3–0      | T. Grand              | 25–14 | 25–16 | 25–12 |       |       | 75–42  | Rapport |
| 7 Sep | 18:30 | Bangkok Glass         | 2–3      | Folkets befrielsearmé | 25–16 | 20–25 | 21–25 | 25–20 | 8–15  | 99–101 | Rapport |

## Huvudrundan
|  | Kvartsfinaler         | Kvartsfinaler         |                       |          | Semifinaler   | Semifinaler |  |  | Final          | Final |
|  |                       |                       |                       |          |               |             |  |  |                |       |
|  | 9 Sep – Biñan         |                       |                       |          |               |             |  |  |                |       |
|  |                       |                       |                       |          |               |             |  |  |                |       |
|  | NEC Red Rockets       | 3                     |                       |          |               |             |  |  |                |       |
|  | NEC Red Rockets       | 3                     | 10 Sep – Biñan        |          |               |             |  |  |                |       |
|  | T. Grand              | 0                     |                       |          |               |             |  |  |                |       |
|  | T. Grand              | 0                     | NEC Red Rockets       | 3        |               |             |  |  |                |       |
|  | 9 Sep – Biñan         |                       | NEC Red Rockets       | 3        |               |             |  |  |                |       |
|  |                       | Bangkok Glass         | 2                     |          |               |             |  |  |                |       |
|  | Bangkok Glass         | Bangkok Glass         | 2                     | 3        |               |             |  |  |                |       |
|  | Bangkok Glass         |                       | 11 Sep – Biñan        | 3        |               |             |  |  |                |       |
|  | Thông tin LVPB        | 0                     |                       |          |               |             |  |  |                |       |
|  | Thông tin LVPB        | 0                     | NEC Red Rockets       | 3        |               |             |  |  |                |       |
|  | 9 Sep – Biñan         |                       | NEC Red Rockets       | 3        |               |             |  |  |                |       |
|  |                       | Folkets befrielsearmé | 0                     |          |               |             |  |  |                |       |
|  | Folkets befrielsearmé | Folkets befrielsearmé | 0                     | 3        |               |             |  |  |                |       |
|  | Folkets befrielsearmé | 10 Sep – Biñan        |                       | 3        |               |             |  |  |                |       |
|  | Foton Pilipinas       | 0                     |                       |          |               |             |  |  |                |       |
|  | Foton Pilipinas       | 0                     | Folkets befrielsearmé | 3        | Bronsmatch    | Bronsmatch  |  |  |                |       |
|  | 9 Sep – Biñan         |                       | Folkets befrielsearmé | 3        | Bronsmatch    | Bronsmatch  |  |  |                |       |
|  |                       | VK Altaj              | 1                     |          |               |             |  |  |                |       |
|  | VK Altaj              | VK Altaj              | 1                     | 3        | Bangkok Glass | 3           |  |  |                |       |
|  | VK Altaj              |                       |                       | 3        | Bangkok Glass | 3           |  |  |                |       |
|  | Sarmayeh Bank         | 1                     |                       | VK Altaj | 2             |             |  |  |                |       |
|  | Sarmayeh Bank         | 1                     |                       |          | 2             |             |  |  |                |       |
|  |                       |                       |                       |          |               |             |  |  | 11 Sep – Biñan |       |
|  |                       |                       |                       |          |               |             |  |  |                |       |

### Kvartsfinaler
}
| Datum | Tid   |                       | Resultat |                 | Set 1 | Set 2 | Set 3 | Set 4 | Set 5 | Totalt | Rapport |
| ----- | ----- | --------------------- | -------- | --------------- | ----- | ----- | ----- | ----- | ----- | ------ | ------- |
| 9 Sep | 11:30 | NEC Red Rockets       | 3–0      | T. Grand        | 25–6  | 25–23 | 25–13 |       |       | 75–42  | Rapport |
| 9 Sep | 13:30 | Folkets befrielsearmé | 3–0      | Foton Pilipinas | 25–16 | 25–18 | 25–14 |       |       | 75–48  | Rapport |
| 9 Sep | 16:00 | VK Altaj              | 3–1      | Sarmayeh Bank   | 20–25 | 25–15 | 25–23 | 25–14 |       | 95–77  | Rapport |
| 9 Sep | 18:30 | Bangkok Glass         | 3–0      | Thông tin LVPB  | 25–17 | 25–18 | 25–15 |       |       | 75–50  | Rapport |

### Semifinaler
| Datum  | Tid   |                       | Resultat |               | Set 1 | Set 2 | Set 3 | Set 4 | Set 5 | Totalt | Rapport |
| ------ | ----- | --------------------- | -------- | ------------- | ----- | ----- | ----- | ----- | ----- | ------ | ------- |
| 10 Sep | 16:00 | Folkets befrielsearmé | 3–1      | VK Altaj      | 25–20 | 12–25 | 25–12 | 25–23 |       | 87–80  | Rapport |
| 10 Sep | 18:30 | NEC Red Rockets       | 3–2      | Bangkok Glass | 22–25 | 25–19 | 21–25 | 25–20 | 15–7  | 108–96 | Rapport |

### Match om tredjepris
| Datum  | Tid   |               | Resultat |          | Set 1 | Set 2 | Set 3 | Set 4 | Set 5 | Totalt | Rapport |
| ------ | ----- | ------------- | -------- | -------- | ----- | ----- | ----- | ----- | ----- | ------ | ------- |
| 11 Sep | 14:30 | Bangkok Glass | 3–2      | VK Altaj | 22–25 | 23–25 | 25–19 | 25–21 | 15–6  | 110–96 | Rapport |

### Final
| Datum  | Tid   |                       | Resultat |                 | Set 1 | Set 2 | Set 3 | Set 4 | Set 5 | Totalt | Rapport |
| ------ | ----- | --------------------- | -------- | --------------- | ----- | ----- | ----- | ----- | ----- | ------ | ------- |
| 11 Sep | 17:00 | Folkets befrielsearmé | 0–3      | NEC Red Rockets | 23–25 | 19–25 | 21–25 |       |       | 63–75  | Rapport |

### Matcher om plats 5-8
|  | Matcher om plats 5-8 | Matcher om plats 5-8 |   |                 | Match om femteplats  | Match om femteplats |  |
|  |                      |                      |   |                 |                      |                     |  |
|  | 10 Sep – Biñan       |                      |   |                 |                      |                     |  |
|  | T. Grand             | 0                    |   |                 |                      |                     |  |
|  | Thông tin LVPB       | 3                    |   |                 |                      |                     |  |
|  |                      |                      |   |                 |                      |                     |  |
|  |                      |                      |   |                 | 11 Sep – Biñan       |                     |  |
|  |                      |                      |   |                 | Thông tin LVPB       | 0                   |  |
|  |                      | Sarmayeh Bank        | 3 |                 |                      |                     |  |
|  |                      |                      |   |                 |                      |                     |  |
|  |                      |                      |   |                 |                      |                     |  |
|  |                      |                      |   |                 | Match om sjundeplats |                     |  |
|  | 10 Sep – Biñan       | 10 Sep – Biñan       |   | 11 Sep – Biñan  | 11 Sep – Biñan       |                     |  |
|  | Foton Pilipinas      | 1                    |   | Foton Pilipinas | 3                    |                     |  |
|  | Sarmayeh Bank        | 3                    |   |                 | T. Grand             | 0                   |  |

| Datum  | Tid   |                 | Resultat |                | Set 1 | Set 2 | Set 3 | Set 4 | Set 5 | Totalt | Rapport |
| ------ | ----- | --------------- | -------- | -------------- | ----- | ----- | ----- | ----- | ----- | ------ | ------- |
| 10 Sep | 11:30 | T. Grand        | 0–3      | Thông tin LVPB | 14–25 | 15–25 | 14–25 |       |       | 43–75  | Rapport |
| 10 Sep | 13:30 | Foton Pilipinas | 1–3      | Sarmayeh Bank  | 18–25 | 21–25 | 25–12 | 22–25 |       | 86–87  | Rapport |

### Match om sjundeplatsen
| Datum  | Tid   |                 | Resultat |          | Set 1 | Set 2 | Set 3 | Set 4 | Set 5 | Totalt | Rapport |
| ------ | ----- | --------------- | -------- | -------- | ----- | ----- | ----- | ----- | ----- | ------ | ------- |
| 11 Sep | 12:00 | Foton Pilipinas | 3–0      | T. Grand | 25–17 | 30–28 | 25–23 |       |       | 80–68  | Rapport |

### Match om femteplatsen
| Datum  | Tid   |                | Resultat |               | Set 1 | Set 2 | Set 3 | Set 4 | Set 5 | Totalt | Rapport |
| ------ | ----- | -------------- | -------- | ------------- | ----- | ----- | ----- | ----- | ----- | ------ | ------- |
| 11 Sep | 09:30 | Thông tin LVPB | 0–3      | Sarmayeh Bank | 23–25 | 17–25 | 23–25 |       |       | 63–75  | Rapport |

## Slutplaceringar
| Pos. | Lag                        |
| ---- | -------------------------- |
| 1    | NEC Red Rockets            |
| 2    | Folkets befrielsearmé      |
| 3    | Bangkok Glass              |
| 4    | VK Altaj                   |
| 5    | Sarmayeh Bank              |
| 6    | Thông tin LienVietPostBank |
| 7    | Foton Pilipinas            |
| 8    | T. Grand                   |
| 9    | April 25                   |
| 10   | Jakarta Electric PLN       |
| 11   | Kwai Tsing                 |
| 12   | Malaysia                   |

|  | Kvalificerat för the Världsmästerskapet i volleyboll för klubblag 2017 |

| Mästare Asian Women's Club Championship 2016 |
| -------------------------------------------- |
| NEC Red Rockets första titeln                |

| Laguppställning |
| Sarina Koga, Kaname Yamaguchi, Kana Ono, Akari Oumi (k), Haruyo Shimamura, Miku Torigoe, Rina Sho, Sayaka Iwasaki, Kaori Ueno, Ayana Oyama, Naoko Yataka, Nami Sagawa, Mizuki Yanakita, Yuna Okuyama, Sayaka Shinohara, Nanami Hirose |
| Tränare |
| Akinori Yamada |

## Individuella utmärkelser
| Utmärkelse              | Person              | Lag                   |
| ----------------------- | ------------------- | --------------------- |
| Mest värdefulla spelare | Sarina Koga         | NEC Red Rockets       |
| Bästa passare           | Pornpun Guedpard    | Bangkok Glass         |
| Bästa vänsterspikrar    | Wilavan Apinyapong  | Bangkok Glass         |
| Bästa vänsterspikrar    | Liu Yanhan          | Folkets befrielsearmé |
| Bästa centrar           | Kana Ono            | NEC Red Rockets       |
| Bästa centrar           | Pleumjit Thinkaow   | Bangkok Glass         |
| Bästa högerspiker       | Mizuki Yanagita     | NEC Red Rockets       |
| Bästa libero            | Tikamporn Changkeaw | Bangkok Glass         |